# Chris Ward (Regisseur)
Chris Ward ist ein US-amerikanischer Unternehmer, Filmregisseur und Produzent von Pornofilmen.
Ward lebt in San Francisco, Kalifornien. Er gründete gemeinsam mit JD Slater 1999 Raging Stallion Studios in Kalifornien. Als Filmregisseur hat er über 100 Filme produziert, zu denen unter anderem als bekannteste Arabesque, A Porn Star Is Born, Sexus und Manifesto gehören. Bevor er Raging Stallion gründete, war er für die Unternehmen Hot House Entertainment und Falcon Studios tätig.
2007 wurde Ward in die Hall of Fame der GayVN Awards aufgenommen. 

## Filmografie
- A Pornstar is Born
- Arabesque
- AssQuest pt.1
- AssQuest pt.2
- Bedrock
- Bound, Beaten, & Banged
- Centurion Muscle
- Centurion Muscle #2
- Clash of the Zeus Men
- Construction Zone #1
- Construction Zone #2
- Construction Zone #3
- Cops Gone Bad
- Downright Dangerous
- Escape from San Francisco
- Fistpack #1
- Fistpack #2
- Fistpack #3
- Fistpack #4
- Fistpack #5
- Fistpack #6
- Fistpack #7
- Flogd & Fukt
- Gay Dreams
- Gay Dreams #2
- Hairy BoyZ
- Hairy BoyZ #2
- Hairy BoyZ #4|
- Hairy Boyz #5
- Hairy Boyz #6
- Hard as Wood
- Hard at Work
- Hard Sex
- Heatstroke Highway
- Hold Everything
- Hole Sweet Hole
- Hot Properties
- Induction
- Initiation & 2nd Initiation
- Lube Job
- Manifesto
- More Manholes
- Nexus
- Nob Hill All Stars #1
- Packin' Loads
- Painful Endurance
- Party in the Rear
- Passport to Paradise
- Plexus! & Plexus! HC
- Poke Prod Penetrate
- Pokin' in the Boy's Room
- Punishment Chamber
- Raiders of the Lost Arse
- Rear End Collision #1
- Rear End Collision #2
- Red Star
- Resort to Anything
- Sexus
- SexPack#1 Four Tight Tales
- SexPack#2 A Kinky Twist
- SexPack#3 Lewd Developments
- SexPack#4 Porn Noir
- SexPack#5 Dirty Deeds
- SexPack#6 Heavy Equipment
- SexPack#7 Pigs in Heaven
- SexPack#8 Sky's the Limit
- SexPack#9 Fire in the Hole
- SexPack#10 This End Up
- Stick it IN!
- Stoked #1
- Stoked #2
- STUDS
- Take it Like a Man
- Team Players
- Terms of Endowment
- The Dirty Director
- The Shaft
- TOOLBOX#1 Drilled
- TOOLBOX#2 Hammered
- TOOLBOX#3 Screwed
- Tough as Nails
- Up the Stakes
- Your Masters